# Mühlberg/Elbe
Mühlberg/Elbe település Németországban, azon belül Brandenburgban. Lakosainak száma 3481 fő (2023. december 31.).

## Népesség
A település népességének változása:
| Lakosok száma | 4758 | 3856 | 3745 | 3734 | 3534 | 3514 | 3481 |
|               | 2012 | 2015 | 2017 | 2019 | 2021 | 2022 | 2023 |